# Тихомир Шарески
Тихомир Шарески (на македонска литературна норма: Тихомир Шарески) е югославски партизанин и деец на комунистическата съпротива във Вардарска Македония.

## Биография
Роден е в гостиварското село Леуново на 15 април 1921 година или 24 декември 1926 г.. Завършва основно училище (4 класа) в родното си село през 1937 г., а после и в Гостивар. Средно образование учи в Тетово и Охрид. През 1941 година става член на Местния комитет на ЮКП, а през 1942 година и на Окръжния комитет. От юни 1943 г. е партизанин. После става заместник-командир и командир на чета. През 1944 година става командир на първа македонска ударна бригада. Служи в гарнизоните в Демир Капия, Щип, Битоля, Белград, Нови Сад и Славонска Пожега. От 1945 до 1950 г. е командир на бригада и оперативен офицер. След това е командир на пехотен полк до 1951 г. През 1951 г. завършва пехотно офицерско училище. От 1951 до 1953 г. е началник-щаб на дивизия. Между 1953 и 1956 г. е член на постоянната комисия за изпити за чин майор. В периода 1956 – 1962 г. е командир на полк. През 1958 г. завършва Школата за тактика на Висшата военна академия на ЮНА. През 1962 г. завършва Военна школа. От 1962 до 1963 г. е началник на отдел в 3-то управление на Генералния щаб на Югославската народна армия (ЮНА). Между 1963 и 1965 г. е началник-щаб на дивизия. През 1966 е назначен за командир на 12-а пехотна дивизия. В периода 1966 – 1969 г. е помощник-командир по тила на Военното окръжие в Скопие. От 1969 до 1971 г. е помощник-командир по територия на трета югославска армия. В периода 1971 – 1975 г. е началник-щаб на трета югославска армия. От 1975 до 1976 г. е офицер в отдела за учене в Съюзният секретариат за народна отбрана на Югославия. Между 1976 и 1981 г. е заместник-помощник Съюзен секретар за народна отбрана по логистиката. Пенсионира се през 1981 година.

## Военни звания
- Капитан (1945)
- Подполковник (1951)
- Полковник (1959)
- Генерал-майор (1966)
- Генерал-лейтенант (1972), предсрочно
- Генерал-полковник (1979)

## Награди
- Партизански възпоменателен медал, 1941 година;
- Орден за храброст, 1944 година;
- Орден на Партизанската звезда с пушки, 1945 година;
- Медал „Отечествена война“, 1948 година; (България)
- Орден за военни заслуги със сребърни мечове, 1956 година;
- Орден на Народната армия със златна звезда, 1964 година;
- Орден за военни заслуги с голяма звезда, 1969 година;
- Орден на Народната армия с лавров венец, 1977 година;
- Орден за заслуги пред народа със златна звезда, 1981 година.